# St. Kosmas und Damian (Pulheim)

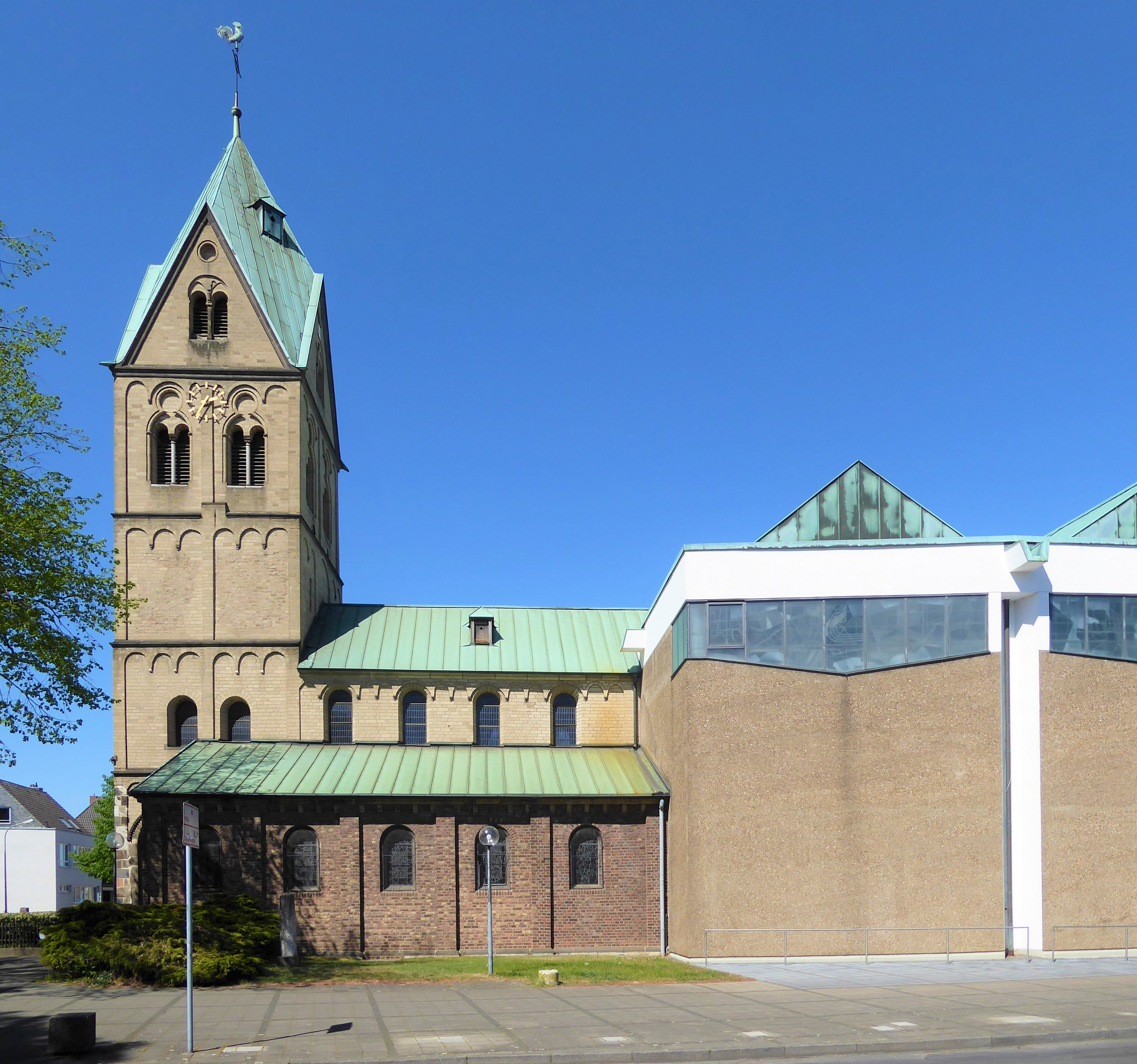
St. Kosmas und Damian

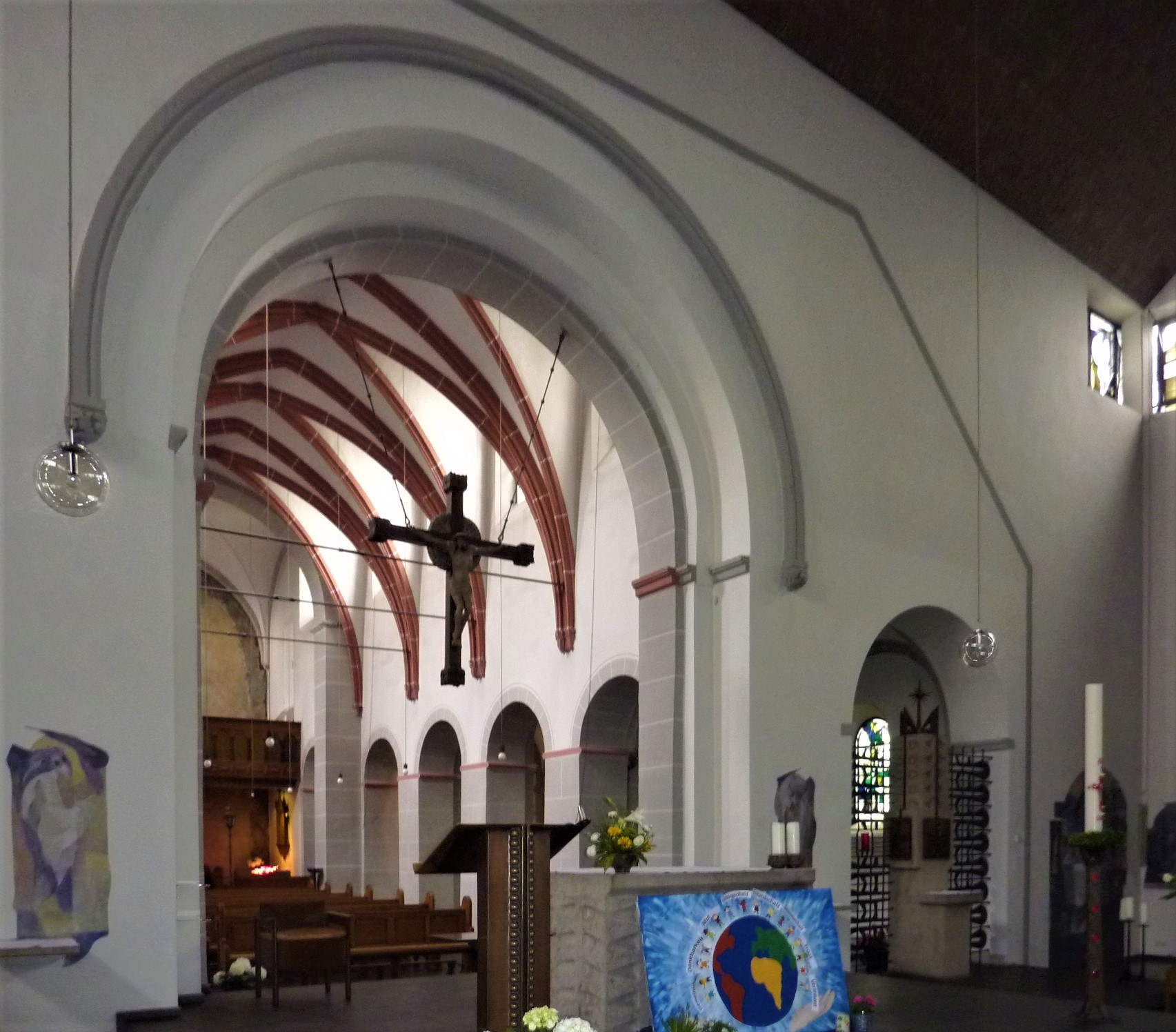
Blick von der neuen Kirche in das romanische Langhaus

St. Kosmas und Damian ist die römisch-katholische Pfarrkirche zu Pulheim (Rhein-Erft-Kreis) in Nordrhein-Westfalen. Die Kirche geht im Kern auf eine fränkische Saalkirche zurück.

## Geschichte
Die Pulheimer Pfarrkirche geht vermutlich aus einer Eigenkirche des Pulheimer Fronhofs hervor. Der Fronhof war nach der fränkischen Zeit im Besitz des Kölner Cäcilienstifts und wurde 1067 durch den Kölner Erzbischof Anno II. dem Stift St. Georg geschenkt. Bauuntersuchungen haben für die Zeit um das Jahr 1000 die Existenz einer Saalkirche nachgewiesen, die im heutigen Langhaus der romanischen Kirche noch erhalten ist. In der nördlichen Mittelschiffswand finden sich vier vermauerte kleine rundbogige Fensteröffnungen, die sich unterhalb der größeren heute noch erhaltenen romanischen Fenster befinden. Im Ostgiebel befindet sich ein vermauertes Rundfenster über dem Bogen zum ehemaligen Chorraum der Saalkirche.
Die vorromanische Saalkirche wurde im 12. Jahrhundert um drei Meter erhöht und in der Aufhöhung wurden beiderseits je vier Rundbogenfenster im Obergaden angebracht. Aus dieser Zeit stammt auch der große Westturm. An der Wende vom 14. zum 15. Jahrhundert wurden die Seitenschiffe angefügt, möglicherweise stammt aus dieser Zeit auch das reich gegliederte vierte Turmgeschoss. Im 16. Jahrhundert erfolgte die Einwölbung der Kirche. 1885 wurde an das romanische Langhaus ein massiver neoromanischer Erweiterungsbau mit Querhaus und Chor angefügt, des Weiteren wurden die Seitenschiffe erneuert. 1970 wurde der Erweiterungsbau niedergelegt und durch einen schlichten modernen Bau ersetzt.

## Orgel

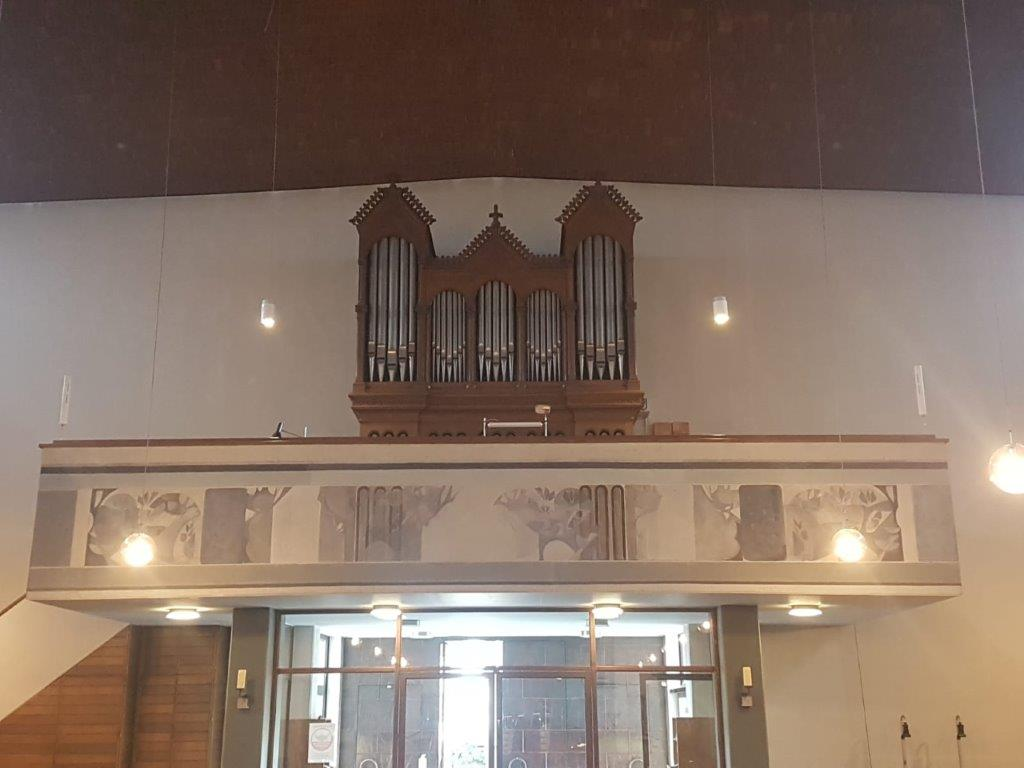
Die Orgel mit historischem Prospekt aus den 1860er Jahren

In einem historischen Prospekt vermutlich von Franz Joseph Schorn aus den 1860er Jahren erbaute Ernst Seifert 1976 eine neue zweimanualige Orgel. Die von Josef Zimmermann aufgestellte Disposition lautet:
| I Hauptwerk C–f3 |               |       |
| 1.               | Principal     | 8′    |
| 2.               | Gedackt       | 8′    |
| 3.               | Octave        | 4′    |
| 4.               | Flaut Travers | 4′    |
| 5.               | Octave        | 2′    |
| 6.               | Cornet III    | 2 ⁄3′ |
| 7.               | Mixtur IV–V   | 1 ⁄3′ |
| 8.               | Trompete      | 8′    |

| II Unterwerk C–f3 |                |       |
| 9.                | Rohrflöte      | 8′    |
| 10.               | Salicional     | 8′    |
| 11.               | Principal      | 4′    |
| 12.               | Hohlflöte      | 4′    |
| 13.               | Blockflöte     | 2′    |
| 14.               | Quinte         | 1 ⁄3′ |
| 15.               | Scharff II–III | 1′    |
| 16.               | Schalmei       | 8′    |
|                   | Tremulant      |       |

| Pedal C–f1 |              |         |
| 17.        | Subbaß       | 16′     |
| 18.        | Principalbaß | 8′      |
| 19.        | Gedacktbaß   | 8′      |
| 20.        | Piffaro      | 4′ + 2′ |
| 21.        | Posaune      | 16′     |

- Koppeln: II/I, I/P, II/P
- Traktur: Schleifladen, vollmechanisch